# Lijst van schaatsrecords kleine vierkamp vrouwen
Dit is een overzicht van de ontwikkeling van de schaatsrecords op de kleine vierkamp vrouwen.
De kleine vierkamp is een benaming voor een reeks van afstanden (500, 1500, 3000 en 5000 meter) binnen een aantal dagen, meestal een weekend. De tijden op deze afstanden worden omgerekend naar 500 meter en de som van deze tijden is het puntentotaal. Tijdens de allround toernooien (waaronder EK en WK Allround) wordt bij de vrouwen sinds schaatsseizoen 1982/83 een kleine vierkamp verreden, daarvoor (vanaf 1955) reden de vrouwen een minivierkamp.

## Ontwikkeling wereldrecord kleine vierkamp
| Nr. | Naam                     | Land                           | Tijd     | Datum               | Baan           |
| --- | ------------------------ | ------------------------------ | -------- | ------------------- | -------------- |
| 1.  | Andrea Schöne            | Duitse Democratische Republiek | 177,669  | 22/23 januari 1983  | Heerenveen     |
| 2.  | Gabi Schönbrunn          | Duitse Democratische Republiek | 174,710  | 14/15 januari 1984  | Alma-Ata       |
| 3.  | Andrea Schöne            | Duitse Democratische Republiek | 171,760  | 23/24 maart 1984    | Alma-Ata       |
| 4.  | Karin Kania              | Duitse Democratische Republiek | 168,271  | 21/22 maart 1986    | Alma-Ata       |
| 5.  | Gunda Niemann            | Duitsland                      | 167,282  | 7/9 januari 1994    | Hamar          |
| 6.  | Gunda Niemann            | Duitsland                      | 165,708* | 14/16 februari 1997 | Nagano         |
| 7.  | Gunda Niemann-Stirnemann | Duitsland                      | 163,020* | 13/15 maart 1998    | Heerenveen     |
| 8.  | Gunda Niemann-Stirnemann | Duitsland                      | 161,479* | 6/7 februari 1999   | Hamar          |
| 9.  | Cindy Klassen            | Canada                         | 159,723* | 25/26 januari 2003  | Salt Lake City |
| 10. | Cindy Klassen            | Canada                         | 159,605* | 8/9 januari 2005    | Salt Lake City |
| 11. | Cindy Klassen            | Canada                         | 157,177* | 21/22 januari 2006  | Calgary        |
| 12. | Cindy Klassen            | Canada                         | 154,580* | 18/19 maart 2006    | Calgary        |

* → record geschaatst op klapschaatsen

## Ontwikkeling Nederlands record kleine vierkamp
| Nr. | Naam              | Tijd     | Datum      | Baan                |
| --- | ----------------- | -------- | ---------- | ------------------- |
| 1   | Ria Visser        | 184,069  | Groningen  | 19/20 december 1981 |
| 2   | Ria Visser        | 180,375  | Inzell     | 03/04 maart 1983    |
| 3   | Yvonne van Gennip | 178,067  | Sarajevo   | 09/10 februari 1985 |
| 4   | Yvonne van Gennip | 177,226  | Geithus    | 11/12 januari 1986  |
| 5   | Petra Moolhuizen  | 175,808  | Heerenveen | 19/20 maart 1988    |
| 6   | Herma Meijer      | 175,706  | Heerenveen | 20/21 januari 1990  |
| 7   | Herma Meijer      | 173,451  | Calgary    | 10/11 februari 1990 |
| 8   | Yvonne van Gennip | 172,950  | Heerenveen | 17/19 januari 1992  |
| 9   | Annamarie Thomas  | 171,952  | Hamar      | 07/09 januari 1994  |
| 10  | Tonny de Jong     | 169,375* | Heerenveen | 10/12 januari 1997  |
| 11  | Tonny de Jong     | 168,206* | Nagano     | 14/16 februari 1997 |
| 12  | Tonny de Jong     | 166,410* | Heerenveen | 13/15 maart 1998    |
| 13  | Tonny de Jong     | 163,497* | Heerenveen | 08/10 januari 1999  |
| 14  | Wieteke Cramer    | 162,822* | Calgary    | 15/16 maart 2001    |
| 15  | Renate Groenewold | 162,573* | Hamar      | 07/08 februari 2004 |
| 16  | Ireen Wüst        | 159,222* | Calgary    | 18/19 maart 2006    |
| 17  | Ireen Wüst        | 158,662* | Heerenveen | 09/11 februari 2007 |
| 18  | Ireen Wüst        | 157,313* | Calgary    | 12/13 februari 2011 |
| 19  | Joy Beune         | 157,268  | Inzell     | 09/10 maart 2024    |

* → record geschaatst op klapschaatsen

## Ontwikkeling wereldrecord laaglandbaan kleine vierkamp (onofficieel)
| Nr. | Naam                       | Land                           | Tijd     | Datum               | Baan       |
| --- | -------------------------- | ------------------------------ | -------- | ------------------- | ---------- |
| 1   | Zofia Nehringowa           | Polen                          | 250,246  | 09/10 februari 1935 | Warschau   |
| 2   | Elwira Potapowicz          | Polen                          | 247,286  | 02/03 februari 1953 | Zakopane   |
| 3   | Bjørg Eva Jensen           | Noorwegen                      | 185,081  | 20/21 december 1980 | Kongsberg  |
| 4   | Bjørg Eva Jensen           | Noorwegen                      | 182,981  | 19/20 december 1981 | Groningen  |
| 5   | Andrea Schöne-Mitscherlich | Duitse Democratische Republiek | 177,670  | 23/24 januari 1983  | Heerenveen |
| 6   | Karin Enke                 | Duitse Democratische Republiek | 175,510  | 28/29 januari 1984  | Deventer   |
| 7   | Andrea Ehrig-Mitscherlich  | Duitse Democratische Republiek | 174,863  | 11/12 januari 1986  | Geithus    |
| 8   | Gunda Kleemann             | Duitse Democratische Republiek | 170,622  | 17/18 januari 1990  | Heerenveen |
| 9   | Gunda Kleemann             | Duitse Democratische Republiek | 169,898  | 17/19 januari 1992  | Heerenveen |
| 10  | Gunda Kleemann             | Duitsland                      | 167,283  | 07/09 januari 1994  | Hamar      |
| 11  | Gunda Niemann-Stirnemann   | Duitsland                      | 165,708* | 14/16 februari 1997 | Nagano     |
| 12  | Gunda Niemann-Stirnemann   | Duitsland                      | 163,020* | 13/15 maart 1998    | Heerenveen |
| 13  | Gunda Niemann-Stirnemann   | Duitsland                      | 161,479* | 06/07 februari 1999 | Hamar      |
| 14  | Ireen Wüst                 | Nederland                      | 158,663* | 09/11 februari 2007 | Heerenveen |
| 15  | Ireen Wüst                 | Nederland                      | 158,615* | 22/23 maart 2014    | Heerenveen |
| 16  | Antoinette Rijpma-de Jong  | Nederland                      | 157,859* | 28/29 december 2022 | Heerenveen |

* → record geschaatst op klapschaatsen